# Want to Want Me
"Want to Want Me" is een single van de Amerikaanse zanger Jason Derulo van zijn vierde studioalbum Everything Is 4 wat in 2015 uitkwam. Het kwam uit als de leadsingle van het album op 9 maart 2015. De single is geschreven door Derulo, Sam Martin, Lindy Robbins, Mitch Allan en Ian Kirkpatrick.

## Achtergrondinformatie
"Want to Want Me" piekte op de vijfde plaats in de Billboard Hot 100 en werd daarmee zijn zesde top-tien hit in de Verenigde Staten.

## Videoclip
De bijhorende videoclip kwam uit op 23 maart 2015.

## Tracklijst
| Nr. | Titel           | Duur |
| --- | --------------- | ---- |
| 1.  | Want to Want Me | 3:27 |

| Nr. | Titel                            | Duur |
| --- | -------------------------------- | ---- |
| 1.  | Want to Want Me (Westfunk remix) | 3:13 |

## Hitnoteringen

### Nederlandse Top 40
| Hitnotering: 28-03-2015 t/m 19-09-2015 | Hitnotering: 28-03-2015 t/m 19-09-2015 | Hitnotering: 28-03-2015 t/m 19-09-2015 | Hitnotering: 28-03-2015 t/m 19-09-2015 | Hitnotering: 28-03-2015 t/m 19-09-2015 | Hitnotering: 28-03-2015 t/m 19-09-2015 | Hitnotering: 28-03-2015 t/m 19-09-2015 | Hitnotering: 28-03-2015 t/m 19-09-2015 | Hitnotering: 28-03-2015 t/m 19-09-2015 | Hitnotering: 28-03-2015 t/m 19-09-2015 | Hitnotering: 28-03-2015 t/m 19-09-2015 | Hitnotering: 28-03-2015 t/m 19-09-2015 | Hitnotering: 28-03-2015 t/m 19-09-2015 | Hitnotering: 28-03-2015 t/m 19-09-2015 | Hitnotering: 28-03-2015 t/m 19-09-2015 |
| Week:                                  | 1                                      | 2                                      | 3                                      | 4                                      | 5                                      | 6                                      | 7                                      | 8                                      | 9                                      | 10                                     | 11                                     | 12                                     | 13                                     | 14                                     |
| -------------------------------------- | -------------------------------------- | -------------------------------------- | -------------------------------------- | -------------------------------------- | -------------------------------------- | -------------------------------------- | -------------------------------------- | -------------------------------------- | -------------------------------------- | -------------------------------------- | -------------------------------------- | -------------------------------------- | -------------------------------------- | -------------------------------------- |
| Positie:                               | 39                                     | 28                                     | 27                                     | 20                                     | 16                                     | 12                                     | 10                                     | 9                                      | 9                                      | 7                                      | 6                                      | 6                                      | 6                                      | 9                                      |
| Week:                                  | 15                                     | 16                                     | 17                                     | 18                                     | 19                                     | 20                                     | 21                                     | 22                                     | 23                                     | 24                                     | 25                                     | 26                                     |                                        |                                        |
| Positie:                               | 9                                      | 12                                     | 14                                     | 16                                     | 17                                     | 24                                     | 26                                     | 28                                     | 30                                     | 34                                     | 38                                     | 40                                     | uit                                    |                                        |

### NederlandseSingle Top 100
| Positie: | 64 | 44 | 30 | 22 | 22 | 15 | 13 | 12 | 9  | 7  | 8  | 9  | 8  | 12 | 11 | 13 | 15  | 15 | 18  |
| Week:    | 20 | 21 | 22 | 23 | 24 | 25 | 26 | 27 | 28 | 29 | 30 | 31 | 32 | 33 | 34 | 35 |     | 36 |     |
| Positie: | 20 | 21 | 22 | 22 | 21 | 23 | 27 | 29 | 40 | 46 | 46 | 50 | 61 | 66 | 76 | 77 | uit | 91 | uit |

### 3FM Mega Top 50
| Hitnotering: 28-03-2015 t/m 10-10-2015 | Hitnotering: 28-03-2015 t/m 10-10-2015 | Hitnotering: 28-03-2015 t/m 10-10-2015 | Hitnotering: 28-03-2015 t/m 10-10-2015 | Hitnotering: 28-03-2015 t/m 10-10-2015 | Hitnotering: 28-03-2015 t/m 10-10-2015 | Hitnotering: 28-03-2015 t/m 10-10-2015 | Hitnotering: 28-03-2015 t/m 10-10-2015 | Hitnotering: 28-03-2015 t/m 10-10-2015 | Hitnotering: 28-03-2015 t/m 10-10-2015 | Hitnotering: 28-03-2015 t/m 10-10-2015 | Hitnotering: 28-03-2015 t/m 10-10-2015 | Hitnotering: 28-03-2015 t/m 10-10-2015 | Hitnotering: 28-03-2015 t/m 10-10-2015 | Hitnotering: 28-03-2015 t/m 10-10-2015 | Hitnotering: 28-03-2015 t/m 10-10-2015 |
| Week:                                  | 1                                      | 2                                      | 3                                      | 4                                      | 5                                      | 6                                      | 7                                      | 8                                      | 9                                      | 10                                     | 11                                     | 12                                     | 13                                     | 14                                     | 15                                     |
| -------------------------------------- | -------------------------------------- | -------------------------------------- | -------------------------------------- | -------------------------------------- | -------------------------------------- | -------------------------------------- | -------------------------------------- | -------------------------------------- | -------------------------------------- | -------------------------------------- | -------------------------------------- | -------------------------------------- | -------------------------------------- | -------------------------------------- | -------------------------------------- |
| Positie:                               | 30                                     | 30                                     | 23                                     | 22                                     | 15                                     | 12                                     | 10                                     | 9                                      | 7                                      | 6                                      | 6                                      | 4                                      | 8                                      | 8                                      | 8                                      |
| Week:                                  | 16                                     | 17                                     | 18                                     | 19                                     | 20                                     | 21                                     | 22                                     | 23                                     | 24                                     | 25                                     | 26                                     | 27                                     | 28                                     | 29                                     |                                        |
| Positie:                               | 12                                     | 9                                      | 17                                     | 18                                     | 21                                     | 15                                     | 17                                     | 17                                     | 19                                     | 23                                     | 31                                     | 30                                     | 37                                     | 41                                     | uit                                    |